# Seriële ordening
Seriële ordening is de standaardmethode om bepaalde ecofacten en artefacten te dateren in de archeologie. De methode maakt gebruik van de stratigrafie: De grond is opgebouwd uit lagen, bijvoorbeeld uit klei, zand en humus. Al deze lagen duiden een bepaalde periode aan. Klei duidt bijvoorbeeld aan dat het land een tijdje overstroomd werd door de zee, zand kan een droge periode aanduiden en humus kan aanduiden dat het land ooit eens bebost was. Met de seriële ordening dateer je deze gronden en kun je inschatten in welke periode de mens kwam of in welke periode fundamenten werden aangelegd. Deze methode is niet helemaal betrouwbaar, zo kun je in steden of op het platteland moeilijk, m.n door intensief gebruik, gronden dateren.